# Лиска рогата
Лиска рогата (Fulica cornuta) — водоплавний птах родини пастушкових. Це один із найбільших видів родини, що мешкає в Андах.

## Опис

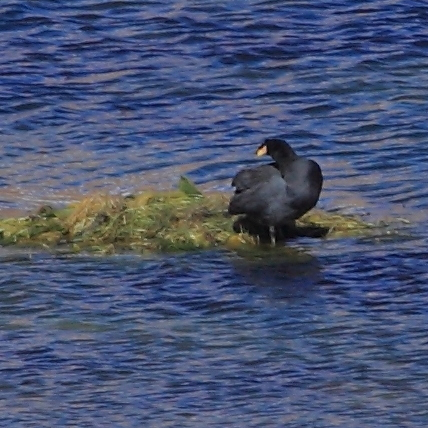
Рогата лиска на гнізді в Серро-Міньїкес (Антофагаста, Чилі

Самці рогатої лиски зазвичай більші за самок. Загальна довжина тіла складає від 46 до 62 см, важить птах від 1,6 до 2,3 кг. Рогата лиска трохи менша за гігантську лиску.
Рогата лиска має чорне забарвлення, як і більшість представників її родини. Замість звичного для лисок шкіряного щитка на лобі має три продовгуваті гребені. Центральний з них більшого розміру, може підійматися, формуючи специфічний "ріг". Дзьоб птаха жовтий, ноги зеленуваті.

## Розмноження

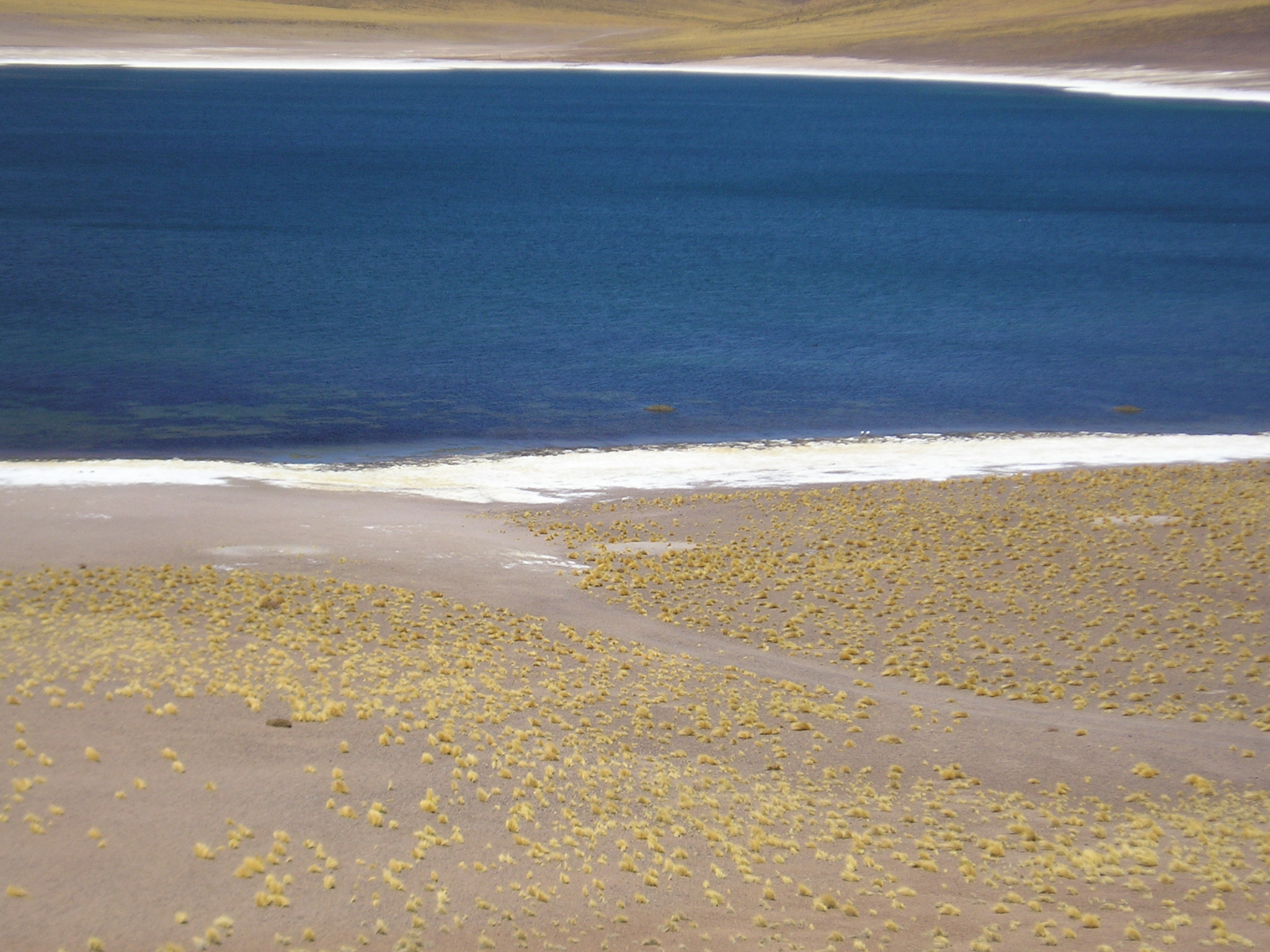
Два гнізда, що розташовані близько до берегової лінії острова

Розмножується з листопада по січень. Рогата лиска моногамна, іноді гніздиться колоніями до 80 пар. Гніздо формує на мілководді, насипаючи гігантські купи каміння, що виступають над водою. На цих купах каміння лиска споруджує гніздо. "Кургани" з каміння щорічно надбудовуються. Найбільші гнізда можуть важити до 1,5 тон, діаметр їх основи сягає 4 метрів.

## Поширення
Вид поширений в Альтіплано на північному заході Аргентини, на південному заході Болівії і на північному сході Чилі. Вид майже винятково мешкає на висоті від 3000 до 5000 м над рівнем моря, хоча іноді може спостерігатися і нижче.

## Статус і збереження
Це доволі рідкісний вид з вузьким ареалом поширення. Загальна популяція складає від 10 000 до 20 000 птахів, з них всього 620- в чилійській частині ареалу. МСОП вважає рогату лиску видом, стан якого близький до загрозливого. 